# Модель Штакельберга
Модель Штакельберга — теоретико-игровая модель олигополистического рынка при наличии информационной асимметрии. Названа в честь немецкого экономиста Генриха фон Штакельберга, впервые описавшего её в работе Marktform und Gleichgewicht (Структура рынка и равновесие), вышедшей в 1934 г.
В этой модели поведение фирм описывается динамической игрой с полной совершенной информацией, что отличает её от модели Курно, в которой поведение фирм моделируется с помощью статической игры с полной информацией. Главной особенностью игры является наличие лидирующей фирмы, которая первой устанавливает объём выпуска товаров, а остальные фирмы ориентируются в своих расчетах на неё.

## Формальное определение
В дуополии Штакельберга предполагается иерархия игроков. Первым своё решение объявляет игрок I, после этого стратегию выбирает игрок II. Первый игрок называется лидером, а второй - ведомым. Равновесием по Штакельбергу в игре называется набор стратегий {\displaystyle (x^{*},y^{*})}, где {\displaystyle y^{*}=R(x^{*})} есть наилучший ответ игрока II на стратегию {\displaystyle x^{*}}, которая находится как решение задачи
{\displaystyle H(x^{*},y^{*})=\max \limits _{x}H(x,R(x))}.

## Основные предпосылки
1. Отрасль производит однородный товар: отличия продукции разных фирм пренебрежимо малы, а значит, покупатель при выборе, у какой фирмы покупать, ориентируется только на цену
2. Фирмы устанавливают количество производимой продукции, а цена на неё определяется исходя из спроса.
3. Существует так называемая фирма-лидер, на объём производства которой ориентируются остальные фирмы.

## Частный случай: моделирование дуополии
Пусть существует отрасль с двумя фирмами, одна из которых «фирма-лидер», другая — «фирма-последователь». Пусть цена на продукцию является линейной функцией общего объема предложения Q:
{\displaystyle P(Q)=a-bQ}.
Предположим также, что издержки фирм на единицу продукции постоянны и равны с1 и с2 соответственно. Тогда прибыль первой фирмы, а также условие её максимизации будет определяться следующими формулами:
{\displaystyle \Pi _{1}=P(Q_{1}+Q_{2})*Q_{1}-c_{1}Q_{1}}, или {\displaystyle \Pi _{1}=(a-b*(Q_{1}+Q_{2}))*Q_{1}-c_{1}Q_{1},{d\pi _{1} \over dQ_{1}}=a-b(Q_{1}+Q_{2})-bQ_{1}-bQ_{1}{dQ_{2} \over dQ_{1}}-c_{1}=0}, так как оптимальный объем выпуска фирмы последователя известен {\displaystyle Q_{2}^{*}={\frac {(a-bQ_{1}^{*}-c_{2})}{2b}}}или {\displaystyle Q_{2}^{*}={\frac {a-c_{2}}{2b}}-{\frac {Q_{1}}{2}}}  исходя из равновесия по Курно, то можно вычислить условие максимизации для фирмы-лидера {\displaystyle {dQ_{2} \over dQ_{1}}=-1/2}, с учетом этого суждения оптимальный выпуск фирмы один составит {\displaystyle Q_{1}^{*}={\frac {2(a-c_{1})}{3b}}-{\frac {2Q_{2}}{3}}}- функция лидера
при этом прибыль второй фирмы и условие ее максимизации соответственно
{\displaystyle \Pi _{2}=P(Q_{1}+Q_{2})*Q_{2}-c_{2}Q_{2},{d\pi _{2} \over dQ_{2}}=a-b(Q_{1}+Q_{2})-bQ_{2}-c_{2}=0}, то есть фирма два считает, что выпуск фирмы один не изменится при изменении собственного выпуска, либо можно трактовать это как форму безразличия к поведению фирмы один.
{\displaystyle Q_{2}^{*}={\frac {a-c_{2}}{2b}}-{\frac {Q_{1}}{2}}} - функция последователя;
В соответствии с моделью Штакельберга, первая фирма — фирма-лидер — на первом шаге назначает свой выпуск Q1. После этого вторая фирма — фирма-последователь — анализируя действия фирмы-лидера определяет свой выпуск Q2. Целью обеих фирм является максимизация своих платёжных функций.

Разрешая систему уравнений получаем следующие оптимальный выпуск для обеих фирм: 

{\displaystyle Q_{1}^{*}={\frac {a-2c_{1}+c_{2}}{2b}}} - фирма лидер
{\displaystyle Q_{2}^{*}={\frac {a-3c_{2}+2c_{1}}{4b}}}- фирма последователь

Равновесие Нэша в этой игре определяется методом обратной индукции. Рассмотрим предпоследний этап игры — ход второй фирмы. На этом этапе фирма 2 знает объем оптимального выпуска продукции первой фирмой Q1*. 
{\displaystyle Q_{1}^{*}={\frac {a-c_{1}}{2b}}-{\frac {Q_{2}}{2}}}. 
Тогда задача определения оптимального выпуска Q2* сводится к решению задачи нахождения точки максимума платёжной функции второй фирмы. Максимизируя функцию Π2 по переменной Q2, считая Q1 заданным, находим, что оптимальный выпуск
второй фирмы
{\displaystyle Q_{2}^{*}={\frac {a-c_{2}}{2b}}-{\frac {Q_{1}}{2}}}.
Это наилучший ответ фирмы-последователя на выбор фирмой-лидером выпуска Q1*. Фирма-лидер может максимизировать свою платёжную функцию, учитывая вид функции Q2*. Точка максимума функции Π1 по переменной Q1 при подстановке Q2* в условие максимизации будет
{\displaystyle Q_{1}^{*}={\frac {2(a-c_{1})}{3b}}-{\frac {2Q_{2}}{3}}}.откуда, {\displaystyle Q_{1}^{*}={\frac {a-2c_{1}+c_{2}}{2b}}}
Подставляя это в выражение для Q2*, получим
{\displaystyle Q_{2}^{*}={\frac {a-3c_{2}+2c_{1}}{4b}}}
Таким образом, в равновесии фирма-лидер производит в два раза большее количество продукции, нежели фирма-последователь (при с = с1 = с2)
{\displaystyle Q_{1}^{*}={\frac {a-c}{2b}}} , {\displaystyle Q_{2}^{*}={\frac {a-c}{4b}}} , {\displaystyle P^{*}={\frac {a+3c}{4}}} находим из уравнения {\displaystyle P(Q)=a-bQ}. , {\displaystyle P^{*}={\frac {a+2c_{1}+c_{2}}{4}}}
В данном случае фирма-стратег получает большую прибыль, чем в равновесии Курно, когда оба олигополиста считают, что их действия не влияют друг на друга. При этом фирма последователь получает прибыль меньше, чем при равновесии Курно.

## Сравнение выводов с выводами модели Курно
В модели Курно суммарный выпуск для такой же функции спроса будет ниже {\displaystyle Q_{1}^{*}=Q_{2}^{*}={\frac {a-c}{3b}}} , а цена соответственно выше {\displaystyle P^{*}={\frac {a+2c}{3}}}, на величину {\displaystyle {\frac {a-c}{12}}}следовательно на уровне теоретических рассуждений можно предположить, что для общества в отраслях, где сложилась олигополия, выгодно выделение фирмы-лидера, обладающего значительной рыночной властью, так как существование примерно одинаковых по размерам и рыночной власти фирм (что предполагается в модели Курно) ведет к росту цены и сокращению выпуска.